# Вікторія Лепедату
Вікторія Лепедату (12 червня 1971) — румунська академічна веслувальниця.
Срібна призерка Олімпійських Ігор 1992 року в складі вісімки.